# Oliver Zelenika
Oliver Zelenika (* 14. Mai 1993 in Zagreb) ist ein kroatischer Fußballspieler.

## Karriere

### Verein
Zelenika durchlief alle Jugendmannschaften von Dinamo Zagreb, ehe er bei diesem Verein zur Saison 2011/12 seinen ersten Profivertrag erhielt. In seiner ersten Saison als Profi absolvierte er kein einziges Pflichtspiel für den Verein. Nachdem er auch zu Beginn der Saison 2012/13 noch nicht einmal für die Ersatzbank berücksichtigt worden war, gab der Verein ihn auf Leihbasis an den Zweitligisten NK Rudeš ab. Dort konnte er sich als Stammtorhüter etablieren und absolvierte 29 Spiele, in denen er zwölfmal ohne Gegentor blieb. Nach seiner Rückkehr zu Dinamo Zagreb zu Beginn der Saison 2013/14 kam er auch dort zu seinen ersten Einsätzen. Am 23. Juli 2013 gab er sein Europapokal-Debüt, als er in der zweiten Qualifikationsrunde zur Champions League im Spiel gegen CS Fola Esch zum Einsatz kam. Nachdem er an den ersten beiden Spieltagen der 1. HNL nur auf der Ersatzbank gesessen hatte, konnte er am dritten Spieltag gegen HNK Rijeka sein Erstliga-Debüt feiern. Im Verlauf der Hinrunde absolvierte Zelenika elf weitere Einsätze und blieb insgesamt siebenmal ohne Gegentor. Nachdem er am letzten Spieltag der Hinrunde erneut nur auf der Ersatzbank gesessen hatte, wurde er für die restliche Saison wiederum ausgeliehen – diesmal an den Erstligisten Lokomotiva Zagreb. Bei Lokomotive kam Zelenika auf 67 Einsätze, wobei er zehnmal ohne Gegentor blieb. Nach Ablauf der Leihe kehrt er zu Dinamo Zagreb zurück. Seit dem Juli 2019 ist Zelenika vereinslos.

### Nationalmannschaft
Nachdem Zelenika bereits mehrere kroatische Juniorennationalmannschaften durchlaufen hatte, kam er am 19. Oktober 2011 zu seinem ersten Einsatz in der kroatischen U-19-Nationalmannschaft und absolvierte untere anderem drei Spiele in der Qualifikation zur U-19-Europameisterschaft. An besagter Europameisterschaft nahm er ebenfalls teil, kam jedoch nicht zum Einsatz. Mit der U-20-Nationalmannschaft nahm er an der Weltmeisterschaft 2013 teil und kam dort auf drei Einsätze. Am 13. August 2013 debütierte er in der kroatischen U-21-Nationalmannschaft beim EM-Qualifikationsspiel gegen Liechtenstein. Am 14. Mai 2014 wurde er, ohne zuvor ein A-Länderspiel bestritten zu haben, von Nationaltrainer Niko Kovač in den Kader zur Weltmeisterschaft 2014 berufen.